# Дабница
Дабница (мкд. Дабница) је насеље у Северној Македонији, у јужном делу државе. Дабница припада општини Прилеп.

## Географија
Насеље Дабница је смештено у јужном делу Северне Македоније. Од најближег већег града, Прилепа, насеље је удаљено 8 km северно.
Дабница се налази у источном делу Пелагоније, највеће висоравни Северне Македоније. Насељски атар је планински, без већих водотока, док се северно од насеља издиже планина Трескавац. Надморска висина насеља је приближно 800 метара.
Клима у насељу је планинска због знатне надморске висине.

## Становништво
По попису становништва из 2002. године, Дабница је имала 66 становника.
Претежно становништво у насељу су Роми (82%), а мањина су етнички Македонци (11%).
Већинска вероисповест у насељу је православље.